# Parafia Narodzenia Najświętszej Maryi Panny w Bebelnie-Wsi
Parafia Narodzenia Najświętszej Maryi Panny w Bebelnie-Wsi – parafia rzymskokatolicka, znajdująca się w diecezji kieleckiej, w dekanacie włoszczowskim.